# 小原國芳
小原 國芳（おばら くによし、1887年〈明治20年〉4月8日 - 1977年〈昭和52年〉12月13日）は、日本の教育学者。学校法人玉川学園の創立者。永野修身海軍大臣直属海軍教育顧問なども務めた。日本基督教団のクリスチャン。また、小原は日本だけでなく、朝鮮半島や満洲、中国大陸、そして台湾などのアジアの各地を広範に歩き回って「新教育」の重要性を説き、伝える役割を果たした。一時期「鯵坂」姓を名乗った。

## 生涯

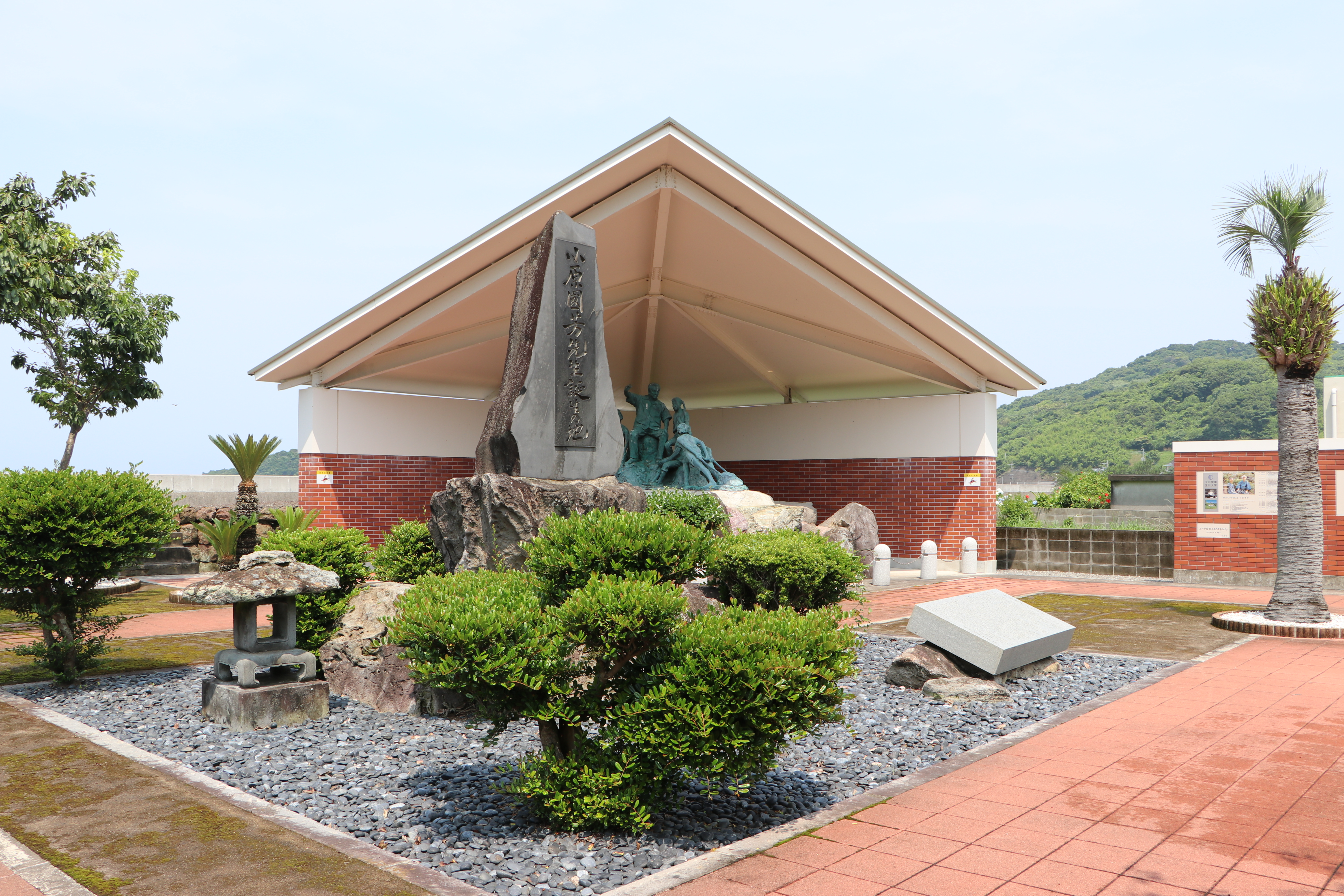
南さつま市坊津町久志の生家跡地にある小原國芳誕生地公園

1887年、鹿児島県川辺郡南方郷久志村（現：南さつま市坊津町久志）に生まれる。早くに母を亡くす。祖父は寺子屋の師匠だったが、家が没落したため進学ならず、13歳で通信技術養成所に入所し、鹿児島大浜海底電信所（現在の鹿児島県肝属郡南大隅町に所在）の技手となった。向学の念を抑え難く、18歳で電信所を辞めて鹿児島県師範学校に入学し、興味のあったキリスト教を学ぶために訪ねた教会で小学生の授業を頼まれたのをきっかけに毎週教会に通うようになり、洗礼を受ける。父親の借金返済問題から郷里の素封家「鯵坂家」の養子となったことで、1909年に広島高等師範学校英語科に進学することができた。同校卒業後、1913年に香川師範学校教諭となり、授業に独自の手法を取り入れた。
1915年、29歳で京都帝国大学文学部哲学科に入学し、1918年に卒業。卒業論文は「宗教による教育の救済」で、原稿用紙1500枚に及ぶ長大なものであった（後に改稿し『教育の根本問題としての宗教』として刊行）。京大時代には、のちに湘南学園設立のきっかけとなる藤江富佐から多大な支援を受け、のちに養家の鯵坂家を出る際には借金返済の援助もしてもらった。
大学卒業後、広島高等師範附属小学校教諭・理事（教務主任に相当）となる。1919年、澤柳政太郎が成城学園を創設するに当たり、長田新の推挙で成城小学校主事（訓導）として赴任。
1921年には、八大教育主張講演会において「全人教育」の理念を唱える。
1926年、 成城高等学校（7年制）校長となる。駅（成城学園前駅）を招致して宅地開発を行いその利益で学校を建設する方法で成城学園を拡大した。ちなみに現在の成城学園を発展させるにあたって小原は本間俊平に助言を求めており、本間のアドバイスと支援によって計画は形作られていった。その手法を応用し（玉川学園前駅）、1929年に自ら玉川学園を創設した。小原が玉川学園を新たに創立するに至った背景には、成城学園が段々と発展するに従って、進学実績を伸ばしたい教師や在校生、保護者の意見が強くなり、他の学校と同様に段々と各帝国大学や陸軍士官学校といった学校へ入学するための教育を第一とする予備校的な性格の学校となっていったことに不満を募らせたとされる。ある時、京都帝国大学時代に世話になった恩師の小西重直、波多野精一、西田幾多郎を招いた時、小原は「夢の学校論」を唱え、新教育による教育の総本山を築くことを訴えたという。しかし結局、並行して2つの学校の指導をすることは立ち行かず、1933年に教師や保護者を巻き込んだ成城事件が勃発した。これは会計や人事を巡って教師とPTAが小原派と反小原派に分かれて対立し、生徒も加わって反乱を起こした事件で、小原騒動とも呼ばれた。この問題について小原は「玉川教育の開花に対するヤッカミが成城関係者にはあった」と述べている一方で、反小原派は玉川学園を巡る成城学園の経理の問題を訴えた。この騒動によって最終的に小原は成城学園から身を引き、玉川学園での教育に専念することとなった。後の和光学園になる和光小学校も、やはり成城事件に絡んで成城学園から離れた教師・保護者が創立したものである。
玉川学園はその後、幼稚園・小学部・中学部・高等部・大学・大学院を揃えた大規模な総合学園に成長した。玉川大学の初代学長は元東京文理科大学（現：筑波大学）教授の田中寛一、第2代は京都帝国大学での小原の恩師波多野精一で、小原は3代目学長である。
1933年には、京大時代からの恩人・藤江富佐より孫のための学校を作ってほしいとの依頼があり、湘南学園を創立した。
小原は玉川学園を創立すると同時に、最高学府である大学の創立に向け準備を整え、1942年（昭和17年）に東久邇宮稔彦王と永野修身元帥の働きかけもあり、玉川学園内に興亜工業大学を創立した（現：千葉工業大学）。私立大学ではありながら、文部省の指導を受ける国策的な意図を持った大学であり、国家枢要を担う人材の養成を行うための拠点として整備される一方で、小原が唱えた全人教育等の教育理念が建学の精神として採り入れられた。
また、時の海軍大臣永野修身に乞われて、日本海軍の教育改革に協力した際、海軍の伝統となっていたハンモックナンバーによる昇進や役職任命制度を廃止し、能力主義によるものへと改めるように助言したが、永野海軍大臣が本格的に改革に乗り出す前に辞任してしまい、実現しなかった。
国家を造るのは人であり、国家の存亡にとって教育が一番大切だと考えていた小原は、陸軍には参謀本部、海軍には軍令部、司法には大審院などの最高機関があるように国家を形成する人を造るための最高機関として「教育本部」の設置が望ましいと考えていた。日本の教育立国建設を実現するために玉川学園と興亜工業大学の創立に尽力した。
軍部をはじめとするエリート主義で成り立つ階層主義の人々からの圧力もあったが、皇族の東久邇宮稔彦王を筆頭に、大日本帝国海軍では歴代の海軍兵学校校長経験者をはじめ、永野修身元帥海軍大将や財部彪海軍大将、山梨勝之進海軍大将などが、大日本帝国陸軍では菱刈隆陸軍大将や土肥原賢二陸軍大将などが小原の考えに共感し、支援していた。
太平洋戦争の敗北については「教育者を冷遇し、試験と点数と、詰め込み棒暗記と、肩書と出世とのみ重視した日本の教育が、自由と大胆と、創造と進取と、プロジェクトと個性尊重とを大事にしたアメリカの教育に全く負けた」と明治以来の教育政策（人づくり）の問題が敗戦に至った原因であると回想している。また、日本が敗戦に至ったのは日本人（特に政治家などの国家枢要を担う人達）に、宋美齢のような信頼できる外国の友達がいなかったためだとし、積極的に外国の友達を作るべきだと説いた。1956年の参院選には自民党公認で全国区に出馬したが落選している。
小原は生前、自らを「玉川のオヤジ」と称し、「教壇で死にたい」とよく話していたが、1977年12月に90歳で亡くなる数ヶ月前まで、点滴を受けながら大講義室の壇上で熱弁を奮い、まさに教育にささげた一生であった。
妻は小原信（のぶ）。ちなみに、南日本新聞社編『教育とわが生涯』（玉川大学出版部）という自らの人物伝にあとがきを寄せているが、その中で「薩摩っ子の血が騒いで、つい妻の信に茶碗を投げつけることもある」と告白している。
幼い時に養子に出され、鰺坂（あじさか）姓を名乗っていた時期もある。長男の小原哲郎、孫の小原芳明は玉川学園長。長女の小原百合子の子である孫の小原全は指揮者。また養子に甲南女子大学学長を務めた鰺坂二夫（養子となったのち、國芳の娘と結婚し、國芳に代わり鰺坂家を相続した）がいる。二夫の子で、孫に当たる鰺坂真は関西大学名誉教授。
『全人教育論』をはじめとする膨大な量の著作は『小原國芳全集』（全48巻）にまとめられている。

## エピソード
時の内閣総理大臣福田赳夫は「小原先生は、文化勲章の候補者でもあったし、明治以降の日本教育において、真の教育の開拓者といったら、大隈重信、福澤諭吉、そして小原國芳と教えられる存在だったな。叙勲の基準は厳しいが、むしろ小原先生に匹敵する教育者が出現して、先生の叙勲がよき前例となることが好ましいと考えるべきだろうな」と発言したというエピソードが残されている。

## 信条・教え
- 戦前の日本人によく見られた西洋人贔屓、中国人や朝鮮人などをはじめとするアジア人蔑視の態度を批判していた。
- 神なき知育は知恵ある悪魔をつくることなり[* 3]
- 人生のもっとも苦しい、いやな辛い損な場面を真っ先に微笑を以って担当せよ
- 「国」を造るのは、結局「人」である。その「国」に住む一人一人の人間がどういう「人」であるかが、その「国」の価値と、将来とを決めるのである。その「国」の青年を見れば、その「国」の将来がわかるという。まさに、「国」を造る時に最も重要なのは「人」である。だから「教育立国」でなければならない。教育が「人」をつくり「人」が「国」をつくり「世界」をつくる。「教育」は、人生の最も重要な仕事の一つである。

### 教え子・山口二矢への対応
小原の教え子の中には、右翼政治活動家で浅沼稲次郎暗殺事件を起こした山口二矢がいた。山口は、玉川学園の高等部を出て、浅沼稲次郎事件を起こした際は大東文化大学の聴講生となっていた。この時、小原は事件発生後も山口を自分の大切な生徒とみなし、少しも変わらぬ態度で接したとされる。一方、大東文化大学では、この事件が起きた後、世間の批判を恐れ「《大東文化大学は新聞紙上に社会党委員長浅沼稲次郎氏刺殺の山口二矢は本大学、学生委員と自称しておりますが、同人は本大学の学生ではありませんので、ここに通告いたします》と「急告」を出した」り、二矢の在籍を否定するなど、両者の教育信条の違いから対応に差が出たとされる。

## 全人教育と小原の教育理念
小原國芳と澤柳政太郎は、明治、大正、昭和と教育政策、教育活動に携わる過程で、様々な問題に遭遇し、本当の教育とは何か？本当の学校教育とは何か？を長年に渡って模索し、追究していた。明治からの日本は基本的に欧米をはじめとする西欧列強文明の模倣が中心であり、当時の明治政府主導の下欧米列強に追いつくことをスローガンに欧米の思想・哲学や技術、制度、風習、そしてそれらを達成するための教育システム（教育哲学や教育制度）が輸入され、欧米に軽んじられない国を目指して近代日本の枠組みが整備されていった（そのため、日本ではオランダ（慶應義塾大学等）やドイツやフランス（陸軍士官学校、東京帝国大学等）、イギリス（海軍兵学校、早稲田大学等）などの西欧の伝統的な教育思想に倣った教育機関（学校）が多く作られた）。この時、江戸時代までの日本的、東洋的な教育哲学や思想、教育システムが廃され、新しく欧米流の教育哲学・思想に基づく、教育システム、教育方法が導入されていった。この明治の西洋式の教育システムの導入によって、専門的な知識のみを施す教育や学生生徒の人格や個性を考慮せず、一律のテストの優劣のみによって人物を評価する手法が一般化し、様々な問題が生じた（一般的に江戸時代までの日本の教育は日本的、東洋的な精神を持ったリーダーを作ること（大和魂を持った調和ある人格形成）が基本だったが、明治までの教育は西欧の進んだ専門的な知識や技術を持った専門家のみを作る教育が中心であり、リーダー（指導者）的な資質＝人格や精神などの人間性教育は個人の任意に委ねられ、特に顧みられることは無かった。そのため、その後、指導者層の人格的なトラブルが起きたり、派閥争いやセクショナリズムが形成されてしまったり、昭和の時代に問題化している）。さらに、小原らは、明治～昭和にかけて教育政策や教育現場の実情を観察し、特にこのテスト制度の出現により、西洋式の教育システムによって輩出されている人材の人心やリーダー的素質（「大和魂」に代表される古来の日本でも見られたバランスの取れた調和ある人格）が劣化してしまったことを問題として挙げている。この教育のテストシステムによる弊害の歴史は西欧文明だけでなく、古くから中華文明でも見られた。そして小原らは強大な力を持っていた清国（中国）が荒廃し、欧米列強の植民地になった理由の一つとして科挙制度の行き過ぎにより、人材と人心が劣化してしまったことを指摘している。特に長年行われてきた科挙と呼ばれるテストシステムによって暗記力偏重に陥り過ぎ、記憶力だけが良い人材ばかりが登用されてしまい、物事を判断したり、対処する時に必要になってくる創造性など問題解決のための能力が低下し、国の中央が硬直化してしまっていた上、テスト至上主義の蔓延による競争原理によって「真」、「善」、「美」、「聖」を有する調和ある人格が失われカンニングをしてでも良い点を取ろうとしたり、人を蹴落とそうとする心が芽生えたりして人材その物の質が低下し、保身や不正などをする役人が増え、腐敗政治が蔓延したため、荒廃したと指摘している他、個性を無視したこうした一律的な能力比較による教育は、怠惰やいじめ、不平不満などを生み、人の心（人心）が歪んでしまう危険性があり、社会にとって害悪であることも指摘している。ちなみに井戸川辰三陸軍中将なども中国や朝鮮に関するレポートを書いているが、小原と似たような見解をしており、日本もそうなってはならないと警鐘を鳴らしていた。さらに海軍関係者を中心に行われた海軍反省会の中でも、当時の海軍兵学校の教育の問題が取り上げられており、学生時代のテストの点が出世に影響したため、テスト対策のための学習が中心だったという。しかも、成績優秀者の多くは自慢の記憶力を屈指し、テスト前夜に一夜漬けをして良い点を取って出世していたという事実やテストの点が優秀＝優秀な人物に育つとは限らない事実、勉強法がテスト対策の山はりのため、テストが終わるとほとんど忘れてしまい、身にならなかったことなどの体験談が挙げられ、本当にあの教育のやり方で良かったのかと疑問として語られている上、同じく海軍反省会によると、太平洋戦争での日本軍の兵教育の問題が語られており、戦前の日本軍の兵教育は教科書の丸暗記を基本とする教育が中心であったため、日本軍の行動はアメリカ軍に簡単に予測されてしまったという。しかも日本軍の指揮官には創造性や個性がなく、いつも教科書通りの型に嵌った戦法を繰り返すことが多く、アメリカ軍のように一度失敗した戦法でも見直して対策を練ることはせず、日本軍は何度も同じことを繰り返し犠牲を増やしたとされる。
小原は、長年に渡って教育活動に携わってくる中での経験から、国家を導く人材を育てるためには創造教育が大切だと考え、江戸時代までの教育に見られたような個性を尊重する教育（機械的に全ての学生を一律に教育するやり方ではなく、学生を一人一人のことを考えた教育）の価値を見直し、欧米で新しく試みられるようになっていた新教育思想など、欧米の良い価値観も取り入れ、全人教育という教育理念を創始した。この全人教育を柱に、日本第一・世界第一の教育をする拠点を創ることで、日本文化、そして世界文化、世界平和の創成を計ろうと生涯を通じて教育に人生を捧げた。

## 表彰・称号等
- 坊津町名誉町民[2]

## 著書
- 『修身教授の実際』集成社 1921-22
- 『学校劇論』イデア書院 1923
- 『教育の根本問題としての哲学』イデア書院 1923
- 『自由教育論』イデア書院・教育問題叢書 1923
- 『理想の学校』内外出版 1924
- 『結婚論』イデア書院 1926
- 『母のための教育学』イデア書院 1925-26
- 『ペスタロッチーを慕ひて』イデア書院 1928
- 『秋吉台の聖者本間先生』玉川学園出版部 1930
- 『幼き日』玉川学園出版部 1930
- 『少年の頃』玉川学園出版部 1930
- 『日本の新学校』新学校叢書 玉川学園出版部 1930
- 『玉川塾参観記』玉川学園出版部 1930
- 『玉川塾の教育』玉川学園出版部 1930
- 『日本教育史』玉川学園出版部 1932
- 『修身教育論』玉川学園出版部 1933
- 『日本女性の行くへ』玉川学園出版部・女性日本叢書 1933
- 『日本女性の理想』玉川学園出版部 1937
- 『戦後の教育』玉川学園出版部 1938
- 『教師道』玉川学園出版部 1939
- 『教育立国論 日本国民に訴ふ』福村書店 1946
- 『小原国芳全集』全44巻 玉川大学出版部 1953-73
- 『世界教育行脚』玉川学園大学出版部 1956
- 『夢みる人 小原国芳自伝』玉川大学出版部 1963
- 『全人教育論』玉川大学出版部 1969
- 『理想の学校』玉川大学出版部 1971
- 『宗教教育論』玉川大学出版部 1972
- 『私の教育論』読売新聞社 1972
- 『イエスさま』玉川大学出版部 1974 玉川こども図書館
- 『師道』玉川大学出版部 1974
- 『教育一路』日本経済新聞社 1976
- 『贈る言葉』玉川大学出版部 1984

### 編著・共著
- 『教育行脚と私たち』編 文化書房 1922
- 『真人の生活 修身教授講演訓辞説教例話』編 集成社 1922
- 『文化人の芸術と宗教』松原寛共著 太陽堂 1922
- 『ベートーヴェン研究 ベートーヴェン百年祭記念出版』編 イデア書院 1927
- 『ペスタロッチー研究』編 イデア書院 1927
- 『高学年教育の実際』成城学園研究叢書 編 イデア書院 1929
- 『宗教教育の理論と実際』編 玉川学園出版部 1930
- 『低学年教育の実際』成城学園研究叢書 玉川学園出版部 1930
- 『体育の理論と実際』編 玉川学園出版部 1930
- 『児童百科大辞典』全30巻 編 児童百科大辞典刊行会 1933-37
- 『日本の労作学校』第1,2輯 編 玉川学園出版部 1931-33
- 『真人のことば 金言名句集』編 玉川学園出版部 1935
- 『例話全集』7巻 編 玉川学園出版部 1928-39
- 『偉人の母』編 玉川学園 1936
- 『日本学校劇全集』第1巻 編 玉川学園出版部 1936
- 『国民学校研究叢書』全12巻 編 玉川学園出版部 1940-41
- 『愛吟集』岡本敏明共編 玉川学園報国団 1942
- 『話方聴方全集』第1巻 編 玉川学園出版部 1942
- 『日本新教育百年史』全8巻 編 玉川大学出版部 1969-71
- 『追憶の波多野精一先生』松村克己共編 玉川大学出版部 1970
- 『ベートーヴェンを慕いて』編 玉川大学出版部 1970
- 『新教育の探究者木下竹次』木下亀城共編 玉川大学出版部 1972

### 翻訳
- 『カンヂンスキーの芸術論』イデア書院 1924
- フリードリヒ・フレーベル『人の教育』玉川学園出版部 1929
- ペスタロツチー『隠者の夕暮』玉川学園出版部 1932

### 註
1. ↑  川辺郡南方郷久志村→川辺郡西南方村大字久志→川辺郡坊津町大字久志→南さつま市坊津町久志
2. ↑  京都市陶磁器試験場初代場長藤江永孝の未亡人で京大生の面倒をよく見た人物
3. ↑  その言葉の起源は「ワーテルローの戦い」で「ナポレオン・ボナパルト」を破ったイギリスの軍人、「ウェリントン公アーサー・ウェルズリー」が述べた「Educate men without religion and make then but clever devils.（宗教なき教育は、ただ悧巧な悪魔を造る）」という言葉が起源だとされている。但し、全人教育論（玉川大学出版部発行）」によれば「ガリレオ・ガリレイ」が用いた言葉だとしている。